# Jean-Pierre Bagard
Jean-Pierre Bagard, né à Rielasingen  (Allemagne) le 24 juin 1959 et mort à Aix-en-Provence (France) le 24 août 2009,, est un ancien président directeur-général de Coca-Cola Entreprise. 
Il est diplômé de l'ICN Business School en 1984, après être entré au sein de Coca-Cola, Jean-Pierre Bagard a développé sa carrière en progressant par échelons afin d'obtenir en 1997 le poste d'Area Vice-President à Richmond aux États-Unis. Cette distinction lui permet de revenir en France (Issy-Les-Moulineaux) en 2001 au poste de vice-président directeur des ventes de Coca-Cola Entreprise, qu'il occupe jusqu'en 2005. Il devient ensuite vice-président directeur commercial et marketing avant d'être nommé directeur général en janvier 2008. 
Jean Pierre Bagard s'est suicidé le 24 août 2009, à Aix-en-Provence.